# Bors Mihály Pál
Bors Mihály Pál (Teleki, 1846. november 11. – Komárom, 1906. május 16.) Szent Benedek-rendi áldozópap és főgimnáziumi tanár.

## Életútja
Középiskoláit elvégezvén, a pannonhegyi Szent Benedek-rendiek közé lépett. Teológiai tanulmányai után 1872. július 28-án misés pappá szenteltetett. Az 1873. évtől mint főgimnáziumi tanár Esztergomban a természettant és mennyiségtant adta elő. Az 1884. iskolai év végén Kruesz Krizosztom főapát a győri székesegyház hitszónokává tette, egyúttal a rendház háztartásával is megbízta. A tihanyi apátsági javak kormányzója volt Szántódon (Komárom megye).
Írt természettani tárgyú cikkeket a Zala-Somogyi Közlönybe; az esztergomi főgimnázium Értesítőjében (1881.) összeállította a magyarországi középiskolák program-értekezéseit 1851-től 1880-ig. A Szent István Társulat által kiadott Egyetemes Magyar Encyclopaediának is munkatársa volt.